# اریک الین رایت
اریک اُلین رایت (به انگلیسی: Erik Olin Wright)؛ (۹ فوریه ۱۹۴۷–۲۳ ژانویه ۲۰۱۹) یک مارکسیست تحلیلی جامعه‌شناس و مربی آمریکایی، متخصص در قشربندی اجتماعی و همچنین دنبال بدیل‌هایی برابری‌طلب برای سرمایه‌داری در آینده بود. او به دلیل انحراف از مارکسیسم کلاسیک در تجزیه طبقه کارگر به زیرگروه‌های دارای قدرت متفاوت و بنابراین درجات متفاوت آگاهی طبقاتی شناخته شده بود. رایت برای انطباق با این تغییر دیدگاه، مفاهیم جدیدی از جمله دموکراسی عمیق و انقلاب بینابینی را معرفی کرد.

## زندگی اولیه و تحصیل
رایت در ۹ فوریه ۱۹۴۷ در برکلی، کالیفرنیا زاده شد ولی در لارنس، کانزاس بزرگ شد. والدین رایت، ام اریک رایت و بئاتریس آن (پوسنر) رایت هر دو استاد روان‌شناسی در دانشگاه کانزاس بودند. پدر و مادرش، یهودی بودند. او دو مدرک لیسانس هنر، یکی از کالج هاروارد (مطالعات اجتماعی) در سال ۱۹۶۸ و یکی از کالج بالیول، آکسفورد، (تاریخ) در سال ۱۹۷۰ دریافت کرد. رایت در سال ۱۹۷۶ از دانشگاه کالیفرنیا، برکلی مدرک دکترای فلسفه در جامعه‌شناسی دریافت کرد. او در سال ۱۹۷۶ استاد جامعه‌شناسی در دانشگاه ویسکانسین-مدیسون شد. 

## شغل
رایت در اواسط دهه ۱۹۷۰ به همراه یک نسل کامل از دانشگاهیان جوان که توسط جنگ ویتنام و جنبش حقوق مدنی رادیکال شده بودند، به جامعه روشنفکری کمک کرد.
رایت در دانشگاه ویسکانسین-مدیسون، رساله‌های بسیاری از دانشمندان جوان را نظارت کرد که به جامعه‌شناسان و سیاستمداران برجسته تبدیل شدند. از جمله آنها می‌توان به ویلموت جیمز، سزار رودریگز گاراویتو و ویوک چیبر اشاره کرد. رایت همچنین در کمیته رسال‌های پژوهشگرانی خدمت می‌کرد که در زمینه‌های قشربندی اجتماعی، سیاست اجتماعی، و نابرابری از جمله گوستا اسپینگ-اندرسن، رئیس سابق انجمن جامعه‌شناسی آمریکا، ادواردو بونیلا-سیلوا و دواه پیگر مشارکت چشمگیری داشتند.
در طول زندگی حرفه‌ای رایت، سایر دانشگاه‌ها از او خواسته بودند تا به دانشکده جامعه‌شناسی آنها بپیوندد. یکی از این تلاش‌های قابل توجه برای استخدام در دانشگاه هاروارد در سال ۱۹۸۱ رخ داد. در میان حامیان رایت، هریسون وایت بودند که علیرغم مخالفت با تعهدات سیاسی رایت، مارکسیست ولی به کار رایت احترام گذاشتند.
مخالفان رایت در هاروارد شامل دانیل بل، جورج هومنز و همچنین رئیس دانشگاه، درک بوک بودند که گویا با تلاش آنها استخدام رایت مسدود شد. تلاش هاروارد برای استخدام رایت در سال ۱۹۸۱ با مخالفت تدا اسکاچپول مصادف شد، تصمیمی که بعدها پس از بحث و جدل بر سر اتهامات تبعیض جنسیتی لغو شد.
در سال ۲۰۱۲، رایت به عنوان رئیس انجمن جامعه‌شناسی آمریکا انتخاب شد.

## زندگی شخصی
رایت همچنین یک نوازنده جدی فیدل بود و اغلب در مهمانی‌ها، مهمانان را به رقص محلی آمریکایی تشویق می‌کرد.
رایت در ۷۱ سالگی در ۲۳ ژانویه ۲۰۱۹ بر اثر لوسمی حاد مغز استخوان در بیمارستانی در میلواکی، ویسکانسین درگذشت.

## تفکر

### طبقات اجتماعی
رایت به عنوان یک نظریه‌پرداز اثرگذار چپ نو توصیف شده‌است. کار او عمدتاً مربوط به مطالعه طبقه اجتماعی بود و به ویژه با وظیفه ارائه به روز کردن و بسط مفهوم مارکسیستی طبقه، به منظور قادر ساختن پژوهشگران مارکسیست و غیر مارکسیست به استفاده از «طبقه» برای تبیین و پیش‌بینی منافع مادی افراد، تجربیات زیسته، شرایط زندگی، درآمدها، ظرفیت‌های سازمانی و تمایل به مشارکت در کنش جمعی، گرایش‌های سیاسی و غیره. علاوه بر این، او تلاش کرد تا مقوله‌های طبقاتی را توسعه دهد که به محققان اجازه دهد ساختارها و پویایی طبقاتی جوامع مختلف سرمایه‌داری پیشرفته و «پساسرمایه‌داری» را مقایسه کنند.
رایت بر اهمیت موارد زیر تأکید کرده‌است:
1. کنترل و محرومیت از دسترسی به منابع اقتصادی / تولیدی؛
2. مکان در روابط تولید؛
3. ظرفیت بازار در روابط مبادله‌ای؛
4. کنترل متفاوت بر درآمد حاصل از استفاده از منابع تولیدی و
5. کنترل متمایز بر تلاش نیروی کار در تعریف طبقه، در عین حال تلاش برای حساب کردن وضعیت کارمندان متخصص، ماهر، مدیر و سرپرست، با الهام از گزارش‌های  وبری طبقه و تحلیل طبقه.

به گفته رایت، کارمندانی با مهارت‌های جست‌وجو و پاداش‌دهی ناپایدار (به سبب کمبودهای طبیعی یا محدودیت‌های اجتماعی ساخته و تحمیل شده در عرضه، مانند صدور مجوز، موانع ورود به برنامه‌های آموزشی و غیره) در «محل تخصیص [مازاد] ممتاز در روابط بهره‌برداری» قرار دارند زیرا در حالی که آنها سرمایه‌دار نیستند، می‌توانند امتیازات بیشتری را از طریق ارتباط با صاحب ابزار تولید نسبت به کارگران کمتر ماهر به دست آورند و نظارت و ارزیابی آنها از نظر تلاش کار دشوارتر است؛ بنابراین، مالک یا صاحبان وسایل تولید یا کارفرمای آنها به‌طور کلی باید اجاره کمیابی یا مهارت / معتبر را به آنها بپردازد. (در نتیجه غرامت آنها را بالاتر از هزینه واقعی تولید و بازتولید نیروی کار آنها افزایش می‌دهد) و سعی می‌کند وفاداری آنها را با دادن سهام مالکیت به آنها خرید، اعطای اختیارات تفویض شده به همکارانشان و / یا اجازه دادن به آنها برای تعیین سرعت و جهت کارشان کم و بیش خودمختار باشند؛ بنابراین کارشناسان، مدیران کارشناسان و مدیران اجرایی بیشتر از سایر کارگران به منافع کارفرمایان نزدیک هستند.
از جمله کتاب‌های رایت شامل «طبقات: مطالعات تطبیقی در تحلیل طبقه» (کمبریج، ۱۹۹۷) که از داده‌های گردآوری‌شده در کشورهای صنعتی مختلف، همانند ایالات متحده، کانادا، نروژ و سوئد استفاده می‌کند. او تا زمان مرگش استاد جامعه‌شناسی در دانشگاه ویسکانسین-مدیسون بود.

### آرمان‌شهری حقیقی
رایت بعدها در زندگی حرفه‌ای خود با درک تازه‌ای از یک آلترناتیو سوسیالیستی همراه شد که عمیقاً در انجمن‌گرایی یا دموکراسی انجمنی اجتماعی ریشه داشت.  گذار به این جایگزین، به گفته رایت، در گرو طراحی و ساخت آرمان‌شهرهای حقیقی است: نام یک طرح پژوهشی و کتاب او.  آنها با پیشبرد اصول دموکراتیک و برابری‌خواهانه با نهادهای غالب مقابله کرده و بدین وسیله به جهانی عادلانه‌تر و انسانی‌تر اشاره می‌کنند. مثال‌ها عبارتند از: ویکی‌پدیا و موندراگون کورپوریشن.

### کتاب‌ها
1. رایت، اریک الین (۱۹۷۳): سیاست مجازات: تحلیلی انتقادی از زندان‌ها در آمریکا، نیویورک: هارپر و رو. ISBN 978-0-06-090318-3
2. رایت، اریک الین (۱۹۷۸): طبقه، بحران و دولت، لندن: کتاب‌های چپ نو. ISBN 978-0-902308-93-0
3. رایت، اریک الین (۱۹۷۹): ساختار طبقه و تعیین درآمد، نیویورک: انتشارات آکادمیک. ISBN 978-0-12-764950-4
4. رایت، اریک الین (۱۹۹۷) [ورسو ۱۹۸۵]: طبقات، لندن نیویورک: ورسو. ISBN 978-1-85984-179-2
5. رایت، اریک الین (۱۹۸۹): بحث در مورد طبقات، لندن نیویورک: ورسو. ISBN 978-0-86091-966-7
6. رایت، اریک الین (۱۹۹۷): طبقات: مطالعات تطبیقی در تحلیل طبقه، کمبریج نیویورک پاریس: انتشارات دانشگاه کمبریج، خانه علوم انسانی. ISBN 978-0-521-55646-0
7. رایت، اریک الین (۲۰۱۰): تصور آرمان‌شهری حقیقی، لندن نیویورک: ورسو. ISBN 978-1-84467-617-0
8. رایت، اریک الین (۲۰۱۴): بدیل‌های سرمایه‌داری: پیشنهادهایی برای اقتصاد دموکراتیک (با رابین هانل)، طرح چپ نو.
9. رایت، اریک الین (۲۰۱۵): فهم طبقه، لندن نیویورک: ورسو. ISBN 978-1-78168-945-5
10. رایت، اریک الین (۲۰۱۹): چگونه در قرن بیست و یکم یک ضدسرمایه‌داری باشیم؟ لندن: کتاب‌های ورسو. ISBN 978-1-78873-605-3

### آثار گردآوری شده
1. رایت، اریک الین؛ فانگ، آرکون (۲۰۰۳): تعمیق دموکراسی: نوآوری‌های نهادی در حاکمیت مشارکتی قدرتمند، لندن نیویورک: ورسو. ISBN 978-1-85984-466-3 این بخشی از پروژه آرمان شهرهای حقیقی است.
2. رایت، اریک الین (۲۰۰۵): رویکردهای تحلیل طبقه، کمبریج، انگلستان نیویورک: انتشارات دانشگاه کمبریج. ISBN 978-0-521-60381-2
3. نگارش پیشگفتار برای: گورنیک، جانت سی و مایرز، مارسیا (۲۰۰۹): برابری جنسیتی: تغییر تقسیم کار خانواده، لندن نیویورک: ورسو. ISBN 978-1-84467-325-4 رایت همچنین ویراستار مجموعه کتاب است.

### مقالات مجلات منتخب
1. رایت، اریک الین؛ لوین، اندرو (سپتامبر - اکتبر ۱۹۸۰): عقلانیت و مبارزه طبقاتی. بررسی چپ نو. بررسی چپ نو I؛ (۲۳).
2. رایت، اریک الین (سپتامبر - اکتبر ۲۰۰۶): نقاط قطب‌نما: به سمت آلترناتیو سوسیالیستی، بررسی چپ نو. بررسی چپ نو II؛ (۴۱).
3. رایت، اریک الین (فوریه ۲۰۱۳): تبدیل سرمایه‌داری از طریق آرمان‌شهرهای حقیقی، بررسی جامعه‌شناسی آمریکا ۷۸ (۱): صص ۲۵-۱.